# 5,56×45 mm NATO
5,56×45 mm NATO (hivatalos NATO szóhasználatban 5,56 NATO) az Egyesült Államokban, eredetileg az M16-os számára kifejlesztett karabélytöltény. Jelenleg szabványos gépkarabélytöltény a NATO-tagállamok hadseregeiben (a STANAG 4172 rendelkezik felőle), de számos más országban is használatos. Sok hasonlóságot mutat, de mégsem azonos a .223 Remington-nal. A lövedék jellemzően nagy sebességű, szövet találata esetén a gyors energiaátadás és szilánkosodás (expanzió) következtében túlnyomórészt elvérzéshez vezető sebet okoz, de viszonylag alacsony hidrosztatikai sokkot (véredényrendszerbeli lökéshullám) idéz elő.

## Történet
A korábban rendszeresített 7,62×51 mm NATO lőszereket sok kritika érte, ugyanis túlságosan erősek voltak, nagy visszarúgást okoztak, valamint a nagy tömegük miatt a katonák nem tudtak elegendő mennyiséget magukkal vinni, amivel a nagy tűzgyorsaság mellett a tüzelés hosszú távon fenntartható lett volna.
Továbbá egyes szakértők szerint, bizonyos taktikai helyzetekben még előnyös is lehet, ha esetleg nem azonnal hal meg az eltalált áldozat, ugyanis ha egy katona haldokló társán próbál segíteni, azzal egy lövésből máris kettőt sikerült kivonni a harcolók közül.
A fenti elveknek megfelelően az 1950-es években több amerikai gyártó is elkezdett dolgozni kis kaliberű nagy sebességű (Small Caliber/High Velocity, SCHV) gépkarabély-lövedékek kifejlesztésén. Eleinte a .222 Remington lövedékkel kezdtek el kísérletezni, de hamar bebizonyosodott, hogy nincs elegendő lőporkapacitás a kívánt sebesség és átütőerő eléréséhez. Ezután több megbízás is érkezett a Remington céghez a .222 Remington-nál hosszabb hüvelyű és keskenyebb nyakú lőszerek kifejlesztésére, amelyek eredményeképpen születtek a többszöri átnevezés után .222 Remington Magnum valamint a .223 Remington néven ismertté vált lőszerek. Az amerikai hadseregben 1963-ban bevezetésre kerülő M16-ossal egyidőben a .223 Remingtont  5,56×45 mm néven mutatták be, de ekkor még nem volt tervben a 7,62×51 mm NATO leváltása, a NATO kevesebb mint 10 éve rendelte el a 7,62×51 szabványosítását, mint karabély és puskatöltény-kaliber.
A NATO tagországok az 1970-es években állapodtak meg arról, hogy leváltják a 7,62×51 mm NATO kalibert egy kisebb tömegű és hasonló teljesítményű lőszerre. A tenderen az akkori 5,56 hüvelyét megfelelőnek találták, de az akkori 3,56 g-os lövedéket már nem, így a belga FN SS109 4 g-os acéllövedékét választották ki. A lecserélt lövedékkel többek között azt a követelményt sikerült teljesíteni, hogy az legyen képes 600 m távolságból egy acél rohamsisak átütésére.

## Méretek
A 5,56×45 mm NATO töltényhüvely űrmérete 1,85 ml.
5,56×45 mm NATO maximális NATO által előírt méretei. A méretek milliméterben szerepelnek.
A vállszög 23 fok. A használt mag szokásos huzagolás csavarodása 178 mm (1 fordulat 7") illetve 229 mm (1 fordulat 9"). A huzagolás 6 horonyból áll, Ø oromnál = 5,56 mm, Ø horonynál = 5,59 mm, a huzagmélység = 1,88 mm.

## Felhasználás
A NATO tagországokon kívül többek között Izrael, Oroszország, Kína, Taiwan és India is gyárt olyan fegyvereket, amelyek ezzel a lőszerrel üzemelnek. A teljesség igénye nélkül néhány fegyver, ami ezt a lőszert használja:
- Steyr AUG
- FAMAS
- Heckler & Koch G36
- M16
- IMI Galil
- AK–108
- QBZ–97

## Fordítás
- Ez a szócikk részben vagy egészben az 5.56x45mm NATO című angol Wikipédia-szócikk ezen változatának fordításán alapul.  Az eredeti cikk szerkesztőit annak laptörténete sorolja fel. Ez a jelzés csupán a megfogalmazás eredetét és a szerzői jogokat jelzi, nem szolgál a cikkben szereplő információk forrásmegjelöléseként.